# Décret mégarien
Le décret mégarien ou décret de Mégare était une série de sanctions internationales imposées par Athènes à Mégare vers 432 av. J.-C., peu de temps avant le déclenchement de la guerre du Péloponnèse.

## Histoire
La raison du décret a été l'intrusion supposée des Mégariens sur des terres sacrées de Déméter et de l'assassinat du représentant athénien qui a été envoyé à leur ville pour le leur reprocher. Selon toute vraisemblance, c'est aussi une vengeance athénienne pour le comportement des Mégariens quelques années plus tôt et également une provocation délibérée à Sparte, par la voix de Périclès qui était le parrain du décret.
Le décret interdit aux Mégariens l'accès aux ports et aux marchés de la ligue de Délos, perturbant énormément l'économie de Mégare. Les sanctions ont également affecté les alliés de Mégare et peuvent être perçues comme un geste d'Athènes pour affaiblir ses rivaux et étendre son influence.